# Kaua
Kaua är en kommun i Mexiko.   Den ligger i delstaten Yucatán, i den östra delen av landet, 1 100 km öster om huvudstaden Mexico City. Antalet invånare är 2 761. Arean är 215 kvadratkilometer.
Terrängen i Kaua är mycket platt.